# The Information
The Information är även en roman av Martin Amis.
The Information är ett musikalbum av artisten Beck utgivet 2006. Med albumet följer en rutig häfte samt ett ark med klistermärken så att man kan dekorera sitt omslag själv. Dessutom medföljer en dvd med video till alla låtar.

## Låtlista
Samtliga låtar skrivna av Beck, om annat inte anges.
1. "Elevator Music" - 3:38
2. "Think I'm in Love" - 3:19
3. "Cellphone's Dead" - 4:46
4. "Strange Apparition" - 3:48
5. "Soldier Jane" (Beck/Nigel Godrich) - 3:59
6. "Nausea" - 2:56
7. "New Round" - 3:26
8. "Dark Star" - 3:45
9. "We Dance Alone" - 3:57
10. "No Complaints" - 3:00
11. "1000BPM" - 2:30
12. "Motorcade" (Beck/Nigel Godrich) - 4:15
13. "The Information" - 3:46
14. "Movie Theme" (Beck/Nigel Godrich) - 3:53
15. "The Horrible Fanfare/Landslide/Exoskeleton" (Beck/Nigel Godrich) - 10:36